# Mycospongia juniperi
Mycospongia juniperi är en svampart som beskrevs av Josef Velenovský 1939. Mycospongia juniperi ingår i släktet Mycospongia, ordningen Agaricales, klassen Agaricomycetes, divisionen basidiesvampar och riket svampar.   Inga underarter finns listade i Catalogue of Life.